# 6.º Grupo Aéreo
El 6.º Grupo Aéreo (第六航空隊, Dai-roku Kōkūtai) fue una unidad del Servicio Aéreo de la Armada Imperial Japonesa durante la guerra del Pacífico que participó en la batalla de Midway y luego ampliamente en la campaña de Guadalcanal y la campaña de las Islas Salomón. El grupo aéreo fue renombrado como 204.º Grupo Aéreo el 1 de noviembre de 1942.

## Historia
La unidad se formó el 1 de abril de 1942 en Kisarazu, en Japón, e inicialmente estaba equipada con solo seis cazas Mitsubishi A6M Zero, bajo el mando del teniente Hideki Shingō. El grupo hizo un intento fallido de intercepción durante la incursión Doolittle el 18 de abril. El 30 de mayo, la fuerza de combate del grupo aumentó a 33 cazas y el teniente Tadashi Kaneko fue nombrado comandante (Hikōtaichō). Estaba destinado a servir como guarnición para las islas Midway después de que fueran capturadas en la Operación MI en junio. Seis cazas se embarcaron en el portaviones Akagi, nueve en el Kaga, tres en el Hiryū y el Sōryū, mientras que 12 estaban en Jun'yō. Algunos de los combatientes participaron en la Batalla de Midway bajo el mando del teniente Kaneko y en el Ataque al puerto holandés bajo el mando del teniente Zenjirō Miyano.
El desastre en Midway significó que el plan previsto para el 6.º Grupo Aéreo no fuera factible. A fines de agosto de 1942, el grupo fue enviado a Rabaul, en Nueva Bretaña, para ser utilizado en operaciones en Nueva Guinea y las Islas Salomón. Su nuevo Hikōtaichō, el teniente Mitsugi Kofukuda, dirigió el vuelo de 5.000 kilómetros de 18 cazas Zero desde Kisarazu hasta Rabaul a través de bases insulares (Iwo Jima, Saipán, Truk y Kavieng), que no tenía precedentes para un avión monoplaza.
Inicialmente, se asignó al 6.º Grupo Aéreo para proporcionar defensa aérea para la base de Rabaul y cobertura aérea para los convoyes en el área. Su primera operación contra Guadalcanal se produjo el 11 de septiembre de 1942 y, a partir de entonces, volaron regularmente en misiones desde Rabaul a Guadalcanal. En una de esas misiones el 28 de septiembre, el teniente Kofukuda dirigió 27 Zeros para escoltar a 27 bombarderos Mitsubishi G4M. Las fuerzas estadounidenses del Campo Henderson desplegaron 35 cazas Grumman F4F Wildcat para interceptar el ataque, después de recibir una alerta temprana de los observadores costeros y el radar. Durante la batalla aérea que siguió, los cazas del 6.º Grupo Aéreo no lograron proteger a los bombarderos japoneses y ocho de ellos se perdieron. Como consecuencia, los japoneses cambiaron las tácticas y el teniente Kofukuda lideró un barrido de cazas de 28 Zeros (18 del 6.º Grupo Aéreo y diez del Grupo Aéreo Naval de Tainan) por delante de nueve bombarderos G4M y ocho Zeros. Este último actuó como señuelo y dio media vuelta antes de llegar a Guadalcanal, mientras que los cazas de Kofukuda continuaban. Después de llegar a Guadalcanal, lograron sorprender a los 36 Wildcats que los interceptaban y derribaron a seis de ellos por el derribo de un Zero. Además, cuando se retiraron, encontraron y destruyeron dos bombarderos en picado Douglas SBD Dauntless sobre la isla de Savo.
El 8 de octubre de 1942, el 6.º Grupo Aéreo al mando del teniente Kofukuda se trasladó de Rabaul a una pista de aterrizaje recién terminada en Buin en Bougainville. El día anterior, el teniente Miyano (buntaichō del 6.º Grupo Aéreo) transportó 30 Zeros modelo 32 desde el portaaviones Zuihō. Desde Buin, el grupo pudo operar los nuevos cazas Zero modelo 32, que anteriormente no tenían el rango de combate para llegar a Guadalcanal desde Rabaul. Allí proporcionaron cobertura aérea para convoyes de reabastecimiento de alta velocidad con destino a Guadalcanal. Mientras lo hacían, perdieron cinco Zeros por mal tiempo el 11 de octubre y seis Zeros por amerizaje forzoso el 14 de octubre cuando fueron enviados en una patrulla nocturna. El 16 de octubre, nueve Zeros del 6.º Grupo Aéreo al mando del teniente Katsutoshi Kawamata escoltaron un ataque de nueve bombarderos en picado Aichi D3A del 31.º Grupo Aéreo contra barcos aliados frente a Guadalcanal. El 22 de octubre, nueve Zeros del 6.º Grupo Aéreo al mando del teniente Kufukuda escoltaron un ataque de 12 bombarderos en picado Aichi D3A del 31.º y 2.º Grupo Aéreo en una misión antibuque similar. Al día siguiente, proporcionaron un barrido de caza estándar de 12 Zeros bajo el mando de Kufukuda, se adelantaron a los bombarderos G4M y atacaron el Campo Henderson.
El 1 de noviembre de 1942, el 6.º Grupo Aéreo fue renombrado como el 204.º Grupo Aéreo. Bajo el nuevo nombre, el grupo aéreo siguió participando en la campaña de Guadalcanal. En otro enfrentamiento clásico sobre Guadalcanal, una combinación de 18 Zeros del Grupo Aéreo Naval de Hiyō (que operaba desde Buin) y el 204.º Grupo Aéreo, bajo el mando del teniente comandante Kaneko (anterior hikōtaichō del 6.º Grupo Aéreo, ahora con Hiyō) y el teniente Miyano, respectivamente, combatieron contra 21 F4F Wildcats y derribaron a seis de ellos por la pérdida de dos ceros. Luego, el grupo participó en la batalla naval de Guadalcanal, donde protegieron al acorazado Hiei paralizado el 13 de noviembre. Al día siguiente, el teniente Miyano y el teniente comandante Kofukuda dirigieron dos patrullas separadas que incluían seis cazas Zero cada una para cubrir los transportes del contralmirante Raizō Tanaka que transportaban tropas frescas y suministros a Guadalcanal. Posteriormente participó en la cobertura de la evacuación de las tropas japonesas de Guadalcanal en febrero de 1943, y del convoy de refuerzo de Lae en Nueva Guinea en marzo de 1943.
En marzo de 1943, el teniente comandante Kofukuda fue reemplazado por el teniente Miyano como hikōtaichō del grupo. Habiendo notado en misiones anteriores que los bombarderos en picado amigos a menudo eran derribados después de lanzar sus bombas, el teniente Miyano propuso que su grupo debería ir a baja altitud y proporcionar cobertura de combate después del punto de lanzamiento de la bomba. Probaron esto el 16 de junio durante la Operación SE, cuando los 24 Zeros del grupo cubrieron los 24 bombarderos en picado Aichi D3A del teniente Tamotsu Ema que atacaron a los barcos aliados frente a la costa de Guadalcanal. Si bien esto ayudó a proteger mejor a los bombarderos en picado, el teniente Miyano murió durante la acción.
Más tarde, el grupo aéreo vio una amplia acción durante la Operación RO y la defensa de Rabaul desde finales de 1943 hasta principios de 1944, antes de ser disuelto el 4 de marzo de 1944. Durante ese período, los famosos ases Tetsuzō Iwamoto y Sadamu Komachi fueron sus miembros.